# After the Fire – Ashes
After the Fire – Ashes – drugi minialbum polskiej grupy muzycznej Hermh. Wydawnictwo ukazało się w 2008 roku nakładem wytwórni muzycznej Pagan Records. Na płycie znalazła się m.in. interpretacja utworu „Black Metal” z repertuaru brytyjskiej formacji Venom oraz cztery nagrania koncertowe. Również 2008 roku minialbum został wydany wraz z płytą DVD pt. The SpiritUal Nation Born.

## Lista utworów
Źródło.
| CD 1. „Purgatory” - 01:29 2. „Hermetic” - 04:46 3. „Crownymph” - 05:09 4. „Wolfish Flower” - 02:50 5. „Black Metal” (cover Venom) - 03:15 6. „Red Blood Runnine (Red Emperez - Remix) - 03:48 7. „Septu Annu - Theory of Nature” (Live) - 07:27 8. „BacK FroM Divine” (Live) - 04:03 9. „FeaR of Blood” (Live) - 05:53 10. „Vampyronium” (Live) - 04:30 | The SpiritUal Nation Born (DVD) 1. Deviantoprofilo (profiles) 2. Archivodevilo (archives) 3. Vampirodevianto (interview) 4. Videovampiro (video-clips) 5. Gallerographio (gallery) 6. Episodo I: Black Diamonds Tour 7. Episodo II: Demigod Tour 8. Episoso III: Torment Tour 9. Discodestilatio (discography) 10. Devilographio (biography) |

## Twórcy
Źródło.
- Bartłomiej „Bart” Krysiuk – wokal prowadzący
- Adam „Socaris” Wasilewski – gitara elektryczna
- Tomasz „Hal” Halicki – gitara basowa
- Wojciech „Flumen” Kostrzewa – instrumenty klawiszowe
- Konrad „Zuber” Zubrzycki – perkusja